# Полишки окръг
Полишки окръг (на полски: Powiat policki) е окръг в Западнопоморско войводство, Северозападна Полша. Заема площ от 665,33 km2. Административен център е град Полице.

## География
Окръгът се намира в историческия регион Померания. Разположен е в западната част на войводство.

## Население
Населението на окръга възлиза на 72 326 души (2012 г.). Гъстотата е 101 души/km2.

## Административно деление
Административно окръгът е разделен на 4 общини.
Градско-селски общини:
- Община Нове Варпно
- Община Полице

Селски общини:
- Община Добра
- Община Колбасково

## Фотогалерия
- Нове Варпно
- Полице